# CYA III
CYA III је трећи албум српске реп групе C-YA. Издат је 2001. године, четири године од њиховог другог албума Cyazback. Најпознатије песме овог албума су Лавље срце, Дечко у успону и То је само живот. Дуго исчекивани албум је веома брзо постао популаран широм Србије.

## Нумере
Албум садржи следећих 10 песама:
- Легионар - 4:22
- Први дан слободе - 4:49
- Дечко у успону - 4:00
- Лавље срце - 4:51
- Повези ме - 3:46
- То је само живот - 4:28
- Криминал - 3:49
- Социјала - 3:21
- Коцкар - 3:29
- Његов свет - 4:01